# Votorantim
Votorantim is een gemeente in de Braziliaanse deelstaat São Paulo. De gemeente telt 105.193 inwoners (schatting 2009).

## Aangrenzende gemeenten
De gemeente grenst aan Alumínio, Ibiúna, Piedade, Salto de Pirapora en Sorocaba.
Deze gemeente is de bakermat van de gelijknamige multinational Votorantim-groep.

## Geboren
- William De Amorim (1991), voetballer